# Oyasumi Punpun
Oyasumi Punpun (おやすみ プンプン lit. Buenas noches, Punpun?) es un manga japonés escrito e ilustrado por Inio Asano. La historia sigue a Onodera Punpun, un niño normal que debe hacer frente a sus amigos y familia disfuncional, su interés amoroso, su adolescencia en sentido contrario y su mente hiperactiva. A medida que la vida de Punpun se vuelve cada vez más caótica, comienza a tratar temas relacionados al pensamiento autodestructivo del protagonista y su condición existencial. La historia a menudo es elogiada por los muchos puntos de vista filosóficos presentados por cada personaje.

## Argumento
Oyasumi Punpun sigue la vida y las experiencias de Punpun, un muchacho que vive en Japón, así como a algunos de sus amigos. El manga sigue a Punpun a medida que crece, divide el libro en alrededor de 4 etapas de su vida: escuela primaria, escuela media, escuela secundaria y los 20 años.
Un aspecto único de esta obra es el uso de estilización de Inio Asano para dibujar a Punpun y a su familia, representados de forma amorfa y dando la sensación de ser pollos. A lo largo del manga, el camino de Punpun sufre cambios estilizados con su edad, estado de ánimo y el ambiente, llegando a ser representado de la misma forma que el resto de personajes.

## Personajes

### Principales
Punpun Punyama (プン山 プンプン Pun'yama Punpun?) → Punpun Onodera (小野寺 プンプン Onodera Punpun?)
Punpun es un joven que con mayor frecuencia se representa con una forma similar a la de un pollo, a pesar de que también se muestra en las otras formas, pese a ello, es un ser humano. Cuando se siente confundido acerca de la vida o deprimido, él consulta a "Dios" por medio de un canto que su tío le enseñó: "Dear God, dear God, tinkle- tinkle hoy!" 
Aiko Tanaka (田中 愛子 Tanaka Aiko?)
El amor de la infancia de Punpun. Al principio de la obra, ella le sugiere a Punpun huir juntos a Kagoshima. Su madre es miembro de una secta que toma importancia conforme avanza el manga. Ya en su adultez, se vuelve una persona sin ambiciones y trabaja como modelo. 
Papá de Punpun Punyama (プン山プンプンパパ Pun'yama Punpun papa?)
Un hombre que pasaba la mayor parte de su matrimonio con su esposa bebiendo debido a que fracasaba en sus intentos de conseguir empleo. Después del divorcio se muda a Fukushima trabajando en una instalación nuclear.
Mamá de Punpun Punyama (プン山プンプンママ Pun'yama Punpun mama?) → Mamá de Punpun Onodera (プン山プンプンママ Onodera Punpun mama?)
Una mujer libertina que se arrepiente del matrimonio con su esposo, causando el divorcio de éstos. Es muy áspera con Punpun, ocasionando que Punpun no sienta ningún apego hacia ella. Es fumadora activa y siempre es engreída. 
Yūichi Onodera (小野寺 雄一 Onodera Yūichi?)
El tío de Punpun. Yūichi se encarga de Punpun mientras su madre está en el hospital. Tiene un comportamiento y pensamientos similares a los de Punpun. Tiene un oscuro pasado. Anteriormente era un maestro de cerámica. Cuando Midori se enamora de él, se comprometen y tratan de concretar el negocio de cerámicas.
Midori Ōkuma (大隈 翠 Ōkuma Midori?) → Midori Onodera (小野寺 翠 Onodera Midori?)
La novia de Yūichi que tiene una cafetería. Se une brevemente a la familia de Punpun durante la escuela media y ayuda a cuidar de él y su familia. Yuichi la considera una belleza cool. En su noviazgo con Yuichi, vive en la casa de los Punyama. Está ligeramente enamorada de Punpun por su semejante personalidad a la de Yuichi. 
"Dios" (「神様」 "Kami-sama"?)
Un ser que aparece como una cabeza afro, que a menudo aparece en frente de Punpun en sus momentos de necesidad. Aparecía cuando Punpun recitaba "Querido Dios, Querido Dios, tinkle- tinkle hoy!" (「神様神様チンクルホイ」 "Kami-sama kami-sama chinguru hoy"?). Cuando Punpun era un niño aparece como un personaje útil. Téngase en cuenta que este personaje desaparece cuando Punpun ingresa a la secundaria y aparece de nuevo a sus 19 años. A medida que avanza la historia es obvio que es una manifestación de los pensamientos más oscuros de Punpun.
Sachi Nanjō (南条 幸 Nanjō Sachi?)
Una mujer joven que se reúne con Punpun en su vida adulta joven. Es una aspirante a mangaka que llega a ser una amiga cercana de Punpun.

### Secundarios
Masumi Seki (関 真澄  Seki Masumi?)
Uno de los amigos de la infancia de Punpun, que es un compañero cercano de Shimizu. Es cínico y distante, pero se preocupa profundamente por Shimizu. Toma decisiones despreocupadas en su juventud, convirtiéndose en un joven que tiene muchos trabajos para disimular su crisis existencial.
Shimizu (清水?)
Otro de los amigos de la infancia de Punpun. Shimizu tiene una imaginación salvaje hasta el punto que cree que existe un "dios del popó", que siempre lo alentaba; más tarde se revela que ese dios era el producto de su trauma ante la muerte de su madre cuando era niño. Después de ese incidente, depende de Seki. Más tarde se une a la secta Pegasus, y se separa definitivamente de Seki.
Toshiki Hoshikawa (星川 俊樹 Hoshikawa Toshiki?) / "Pegasus" (ペガサス Pegasasu?)
El líder de una secta en la ciudad de Punpun y un personaje secundario recurrente.

## Publicación
El manga fue serializado en la revista japonesa de manga Weekly Young Sunday y, más tarde, Big Comic Spirits de Shogakukan desde 15 de marzo de 2007 hasta el 2 de noviembre de 2013. Shogakukan ha compilado los 147 capítulos dentro de trece volúmenes entre el 3 de agosto de 2007 y el 27 de diciembre de 2013. Algunos de estos volúmenes se han vendido junto a artículos extras de edición especial como: una correa de teléfono, camiseta, lápices de colores, conjunto de figuras de la serie y monturas de lentes sin lunas.
El manga fue licenciado en España por Norma Editorial y en Argentina por Editorial Ivrea. El manga también ha sido publicado en Estados Unidos por Viz Media, en Francia por Kana, en Italia por Panini Comics, en Alemania por Tokyopop, en Taiwán por Taiwan Tohan.

### Volúmenes
| N.º | Título                     | Fecha de lanzamiento      | ISBN original          |
| --- | -------------------------- | ------------------------- | ---------------------- |
| 1   | «Buenas noches, Punpun 1»  | 3 de agosto del 2007      | ISBN 978-4-09-151218-5 |
| 2   | «Buenas noches, Punpun 2»  | 28 de diciembre del 2007  | ISBN 978-4-09-151259-8 |
| 3   | «Buenas noches, Punpun 3»  | 5 de junio del 2008       | ISBN 978-4-09-151333-5 |
| 4   | «Buenas noches, Punpun 4»  | 30 de enero de 2009       | ISBN 978-4-09-151413-4 |
| 5   | «Buenas noches, Punpun 5»  | 30 de junio del 2009      | ISBN 978-4-09-151430-1 |
| 6   | «Buenas noches, Punpun 6»  | 26 de diciembre del 2009  | ISBN 978-4-09-151479-0 |
| 7   | «Buenas noches, Punpun 7»  | 30 de septiembre del 2010 | ISBN 978-4-09-151499-8 |
| 8   | «Buenas noches, Punpun 8»  | 26 de febrero del 2011    | ISBN 978-4-09-151510-0 |
| 9   | «Buenas noches, Punpun 9»  | 28 de octubre del 2011    | ISBN 978-4-09-151529-2 |
| 10  | «Buenas noches, Punpun 10» | 27 de abril de 2012       | ISBN 978-4-09-151537-7 |
| 11  | «Buenas noches, Punpun 11» | 30 de noviembre del 2012  | ISBN 978-4-09-151543-8 |
| 12  | «Buenas noches, Punpun 12» | 28 de junio del 2013      | ISBN 978-4-09-151549-0 |
| 13  | «Buenas noches, Punpun 13» | 27 de diciembre del 2013  | ISBN 978-4-09-151555-1 |